# 式乾門

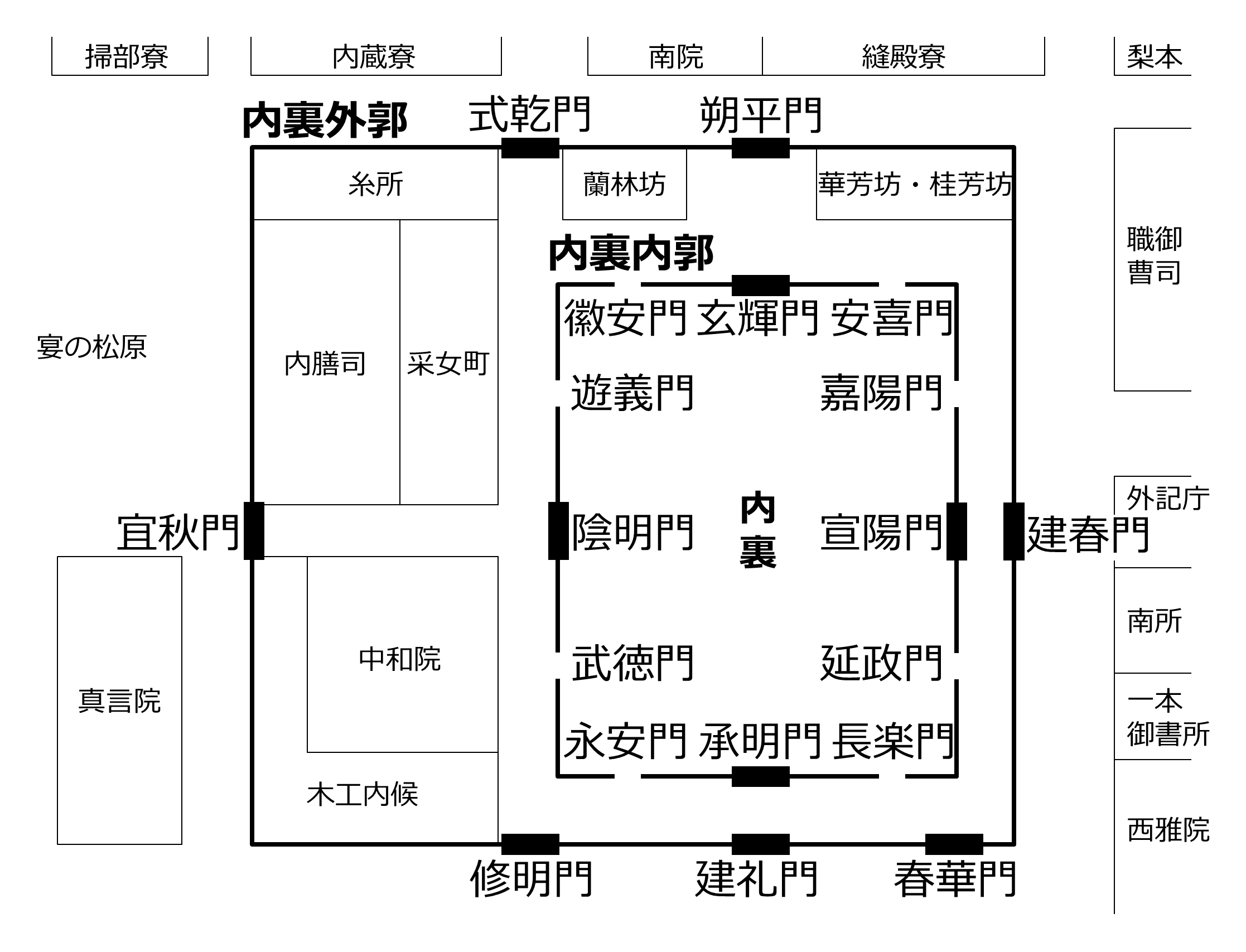
平安京内裏諸門図

式乾門（しきけんもん）は、平安京内裏の外郭門の1つ。「式建門」とも。

## 概要
平安宮内裏外郭の北西端に位置し、東に朔平門がある。「西廂僻仗門」ともいった。